# Hanna Johansson
Hanna Johansson (* 7. Februar 1985) ist eine schwedische Radrennfahrerin.

## Sportlicher Werdegang
Johansson begann erst spät mit dem Radsport auf hohem Niveau und nahm im Alter von 31 erstmals an den schwedischen Straßen-Meisterschaften teil. Sie fuhr in der Folge für verschiedene semi-professionelle Teams und Klubmannschaften. 2020 fuhr sie für das belgische UCI Women’s Continental Team Multum Accountants und 2023 für das irische Continental Team Torelli. Im britischen Etappenrennen RideLondon Classique 2023, zu dem Torelli eingeladen war, erzielte sie mit dem Gewinn der Bergwertung ihren bedeutendsten internationalen Erfolg.
Mehrfach stand sie bei schwedischen Meisterschaften auf dem Treppchen, so wurde sie Zweite bei den Straßenmeisterschaften 2021 und den Cyclocross-Meisterschaften desselben Jahres. 2023 gewann sie die erstmals ausgetragenen Gravel-Meisterschaften.

## Erfolge
2023
- Bergwertung RideLondon Classique 2023
- Schwedische Gravel-Meisterin